# Five Star-diszkográfia
Ez a szócikk a brit, 1983-ban alakult Five Star nevű együttes diszkográfiája. Az együttes 1985 és 1988 között kiadott négy stúdióalbuma Top 20-as helyezést ért el, és 15 Top 40-es kislemezt készítettek, köztük a "System Addict", "Can't Wait Another Minute", "Find the Time", és a "Rain or Shine" címűek. A csapatnak ezen kívül két stúdióalbuma jelent meg, és négy kislemeze ért el slágerlistás sikereket az Egyesült Államokban. Európa szerte és Új-Zélandon is sikeresek voltak.

## Albumok

### Stúdióalbumok
| Luxury of Life                                                        | - Megjelent: 1985. július 22. - Label: RCA/Tent     | 12 | —  | —  | 25 | 24 | —  | —  | 57 | 14 | - BPI: Platina    |
| Silk & Steel                                                          | - Megjelent: 1986. augusztus 18. - Label: RCA/Tent  | 1  | 79 | 51 | 24 | 30 | 28 | 17 | 80 | 22 | - BPI: 4× Platina |
| Between the Lines                                                     | - Megjelent: 1987. szeptember 14. - Label: RCA/Tent | 7  | —  | —  | 22 | 35 | 16 | 27 | —  | —  | - BPI: Platina    |
| Rock the World                                                        | - Megjelent: 1988. augusztus 15. - Label: RCA/Tent  | 17 | —  | —  | 54 | —  | 28 | —  | —  | 91 | - BPI: Ezüst      |
| Five Star                                                             | - Megjelent: 1990. augusztus 1. - Label: Epic/Tent  | —  | —  | —  | —  | —  | —  | —  | —  | —  |                   |
| Shine                                                                 | - Megjelent: 1991. december 10. - Label: Epic       | —  | —  | —  | —  | —  | —  | —  | —  | —  |                   |
| Heart and Soul                                                        | - Released: 7 August 1995 - Label: Tent             | —  | —  | —  | —  | —  | —  | —  | —  | —  |                   |
| Eclipse                                                               | - Megjelent: 2001. június 12. - Label: Tent         | —  | —  | —  | —  | —  | —  | —  | —  | —  |                   |
| "—" nem volt slágerlistás helyezés, vagy nem jelent meg az országban. |                                                     |    |    |    |    |    |    |    |    |    |                   |

### Válogatás albumok
| Greatest Hits                                                         | - Megjelent: 1989. október 9. - Label: RCA/Tent      | 53 |
| The Greatest Hits                                                     | - Megjelent: 2003. április - Label: BMG              | —  |
| The Remix Anthology The Remixes 1984–1991                             | - Megjelent: 2013 - Label: Cherry Pop                | —  |
| Gold                                                                  | - Megjelent: 2019. október 9. - Label: Demon Records | 43 |
| "—" nem volt slágerlistás helyezés, vagy nem jelent meg az országban. |                                                      |    |

## Kislemezek
| Év                                                                    | Cím                                             | Legjobb slágerlistás helyezés | Legjobb slágerlistás helyezés | Legjobb slágerlistás helyezés | Legjobb slágerlistás helyezés | Legjobb slágerlistás helyezés | Legjobb slágerlistás helyezés | Legjobb slágerlistás helyezés | Legjobb slágerlistás helyezés | Legjobb slágerlistás helyezés | Legjobb slágerlistás helyezés | Díjak, jelölések | Album             |
| Év                                                                    | Cím                                             | UK                            | BEL                           | GER                           | IRE                           | NED                           | NZ                            | SWI                           | US                            | US Dance                      | US R&B                        | Díjak, jelölések | Album             |
| --------------------------------------------------------------------- | ----------------------------------------------- | ----------------------------- | ----------------------------- | ----------------------------- | ----------------------------- | ----------------------------- | ----------------------------- | ----------------------------- | ----------------------------- | ----------------------------- | ----------------------------- | ---------------- | ----------------- |
| 1983                                                                  | "Problematic"                                   | —                             | —                             | —                             | —                             | —                             | —                             | —                             | —                             | —                             | —                             |                  | Nem album dal     |
| 1984                                                                  | "Hide and Seek"                                 | —                             | —                             | —                             | —                             | —                             | —                             | —                             | —                             | —                             | —                             |                  | Luxury of Life    |
| 1984                                                                  | "Crazy"                                         | —                             | —                             | —                             | —                             | —                             | —                             | —                             | —                             | —                             | —                             |                  | Luxury of Life    |
| 1985                                                                  | "All Fall Down"                                 | 15                            | 13                            | —                             | 21                            | 6                             | 46                            | —                             | 65                            | 6                             | 16                            |                  | Luxury of Life    |
| 1985                                                                  | "Let Me Be the One"                             | 18                            | 30                            | —                             | 21                            | 11                            | —                             | —                             | 59                            | 9                             | 2                             |                  | Luxury of Life    |
| 1985                                                                  | "Love Take Over"                                | 25                            | —                             | —                             | —                             | 34                            | —                             | —                             | —                             | 30                            | 9                             |                  | Luxury of Life    |
| 1985                                                                  | "R.S.V.P."                                      | 45                            | —                             | —                             | —                             | —                             | —                             | —                             | —                             | —                             | —                             |                  | Luxury of Life    |
| 1986                                                                  | "System Addict"                                 | 3                             | 24                            | 19                            | 8                             | —                             | 25                            | 7                             | —                             | —                             | —                             | - BPI: Ezüst     | Luxury of Life    |
| 1986                                                                  | "Can't Wait Another Minute"                     | 7                             | —                             | 29                            | 5                             | —                             | 43                            | 16                            | 41                            | 5                             | 7                             |                  | Silk & Steel      |
| 1986                                                                  | "Find the Time"                                 | 7                             | 32                            | 42                            | 4                             | 27                            | 32                            | 14                            | —                             | —                             | —                             |                  | Silk & Steel      |
| 1986                                                                  | "Rain or Shine"                                 | 2                             | 19                            | —                             | 5                             | 18                            | 28                            | —                             | —                             | —                             | —                             | - BPI: Ezüst     | Silk & Steel      |
| 1986                                                                  | "If I Say Yes"                                  | 15                            | 29                            | —                             | 9                             | —                             | —                             | —                             | 67                            | 26                            | 13                            |                  | Silk & Steel      |
| 1987                                                                  | "Stay Out of My Life"                           | 9                             | —                             | —                             | 5                             | —                             | —                             | —                             | —                             | —                             | —                             |                  | Silk & Steel      |
| 1987                                                                  | "The Slightest Touch"                           | 4                             | —                             | —                             | 2                             | 20                            | —                             | —                             | —                             | —                             | —                             |                  | Silk & Steel      |
| 1987                                                                  | "Are You Man Enough"                            | —                             | —                             | —                             | —                             | —                             | —                             | —                             | —                             | —                             | 15                            |                  | Silk & Steel      |
| 1987                                                                  | "Whenever You're Ready"                         | 11                            | 31                            | —                             | 2                             | 22                            | —                             | 23                            | —                             | —                             | 39                            |                  | Between the Lines |
| 1987                                                                  | "Strong as Steel"                               | 16                            | —                             | —                             | 9                             | 100                           | —                             | —                             | —                             | —                             | —                             |                  | Between the Lines |
| 1987                                                                  | "Somewhere Somebody"                            | 23                            | —                             | —                             | 18                            | 35                            | —                             | —                             | —                             | —                             | —                             |                  | Between the Lines |
| 1988                                                                  | "Another Weekend"                               | 18                            | —                             | —                             | 12                            | 24                            | —                             | —                             | —                             | —                             | 23                            |                  | Rock the World    |
| 1988                                                                  | "Rock My World"                                 | 28                            | —                             | —                             | 21                            | 86                            | —                             | —                             | —                             | —                             | —                             |                  | Rock the World    |
| 1988                                                                  | "Someone's in Love"                             | —                             | —                             | —                             | —                             | —                             | —                             | —                             | —                             | —                             | 36                            |                  | Rock the World    |
| 1988                                                                  | "There's a Brand New World"                     | 61                            | —                             | —                             | —                             | —                             | —                             | —                             | —                             | —                             | —                             |                  | Rock the World    |
| 1988                                                                  | "Let Me Be Yours"                               | 51                            | —                             | —                             | —                             | —                             | —                             | —                             | —                             | —                             | —                             |                  | Rock the World    |
| 1989                                                                  | "With Every Heartbeat"                          | 49                            | —                             | —                             | —                             | —                             | —                             | —                             | —                             | —                             | —                             |                  | Greatest Hits     |
| 1990                                                                  | "Treat Me Like a Lady"                          | 54                            | —                             | —                             | —                             | —                             | —                             | —                             | —                             | —                             | —                             |                  | Five Star         |
| 1990                                                                  | "Hot Love"                                      | 68                            | —                             | —                             | —                             | —                             | —                             | —                             | —                             | —                             | —                             |                  | Five Star         |
| 1991                                                                  | "Shine"                                         | 88                            | —                             | —                             | —                             | —                             | —                             | —                             | —                             | —                             | —                             |                  | Shine             |
| 1995                                                                  | "(I Love You) For Sentimental Reasons"          | 84                            | —                             | —                             | —                             | —                             | —                             | —                             | —                             | —                             | —                             |                  | Heart and Soul    |
| 1995                                                                  | "I Give You Give"                               | 83                            | —                             | —                             | —                             | —                             | —                             | —                             | —                             | —                             | —                             |                  | Heart and Soul    |
| 1995                                                                  | "Surely"                                        | —                             | —                             | —                             | —                             | —                             | —                             | —                             | —                             | —                             | —                             |                  | Heart and Soul    |
| 2001                                                                  | "Funktafied"                                    | —                             | —                             | —                             | —                             | —                             | —                             | —                             | —                             | —                             | 99                            |                  | Eclipse           |
| 2005                                                                  | "System Addict 2005"                            | —                             | —                             | —                             | —                             | —                             | —                             | —                             | —                             | —                             | —                             |                  | Nem album dal     |
| 2020                                                                  | "Let Me Be the 1" (Viision featuring Five Star) | —                             | —                             | —                             | —                             | —                             | —                             | —                             | —                             | —                             | —                             |                  | Nem album dal     |
| "—" nem volt slágerlistás helyezés, vagy nem jelent meg az országban. |                                                 |                               |                               |                               |                               |                               |                               |                               |                               |                               |                               |                  |                   |

## Videoklipek
| Év   | Cí,                                    | Rendező                   |
| ---- | -------------------------------------- | ------------------------- |
| 1984 | "Hide & Seek"                          | Michael Geoghegan         |
| 1984 | "Crazy"                                | Michael Geoghegan         |
| 1985 | "All Fall Down"                        | Christopher Robin Collins |
| 1985 | "Let Me Be the One"                    | Christopher Robin Collins |
| 1985 | "Love Take Over"                       | Sebastian Harris          |
| 1985 | "R.S.V.P."                             | Sebastian Harris          |
| 1985 | "System Addict"                        | Sebastian Harris          |
| 1986 | "Can't Wait Another Minute"            | Chris Gabrin              |
| 1986 | "Find the Time"                        | Christopher Robin Collins |
| 1986 | "Rain or Shine"                        | Christopher Robin Collins |
| 1986 | "If I Say Yes"                         | Brian Ward                |
| 1987 | "Stay Out of My Life"                  | Christopher Robin Collins |
| 1987 | "The Slightest Touch"                  | Dominic Orlando           |
| 1987 | "Whenever You're Ready"                | Christopher Robin Collins |
| 1987 | "Strong as Steel"                      | Christopher Robin Collins |
| 1988 | "Another Weekend"                      | Geoff Wonfor              |
| 1988 | "Rock My World"                        | Geoff Wonfor              |
| 1988 | "There's a Brand New World"            |                           |
| 1988 | "Let Me Be Yours"                      |                           |
| 1989 | "With Every Heartbeat"                 | Geoff Wonfor              |
| 1990 | "Treat Me Like a Lady"                 | Brian Grant               |
| 1990 | "Hot Love"                             | Steve Graham              |
| 1991 | "Shine"                                | Dan O'Dowd                |
| 1994 | "(I Love You) For Sentimental Reasons" | Malcolm Jamal Warner      |
| 1995 | "I Give You Give"                      |                           |
| 2005 | "System Addict 2005"                   |                           |

## VHS és DVD  kiadványok
| Év   | Cím                                                                   |
| ---- | --------------------------------------------------------------------- |
| 1986 | Luxury of Life                                                        |
| 1987 | Silk and Steel                                                        |
| 1987 | Between the Lines (Live at Wembley – Children of the Night Tour 1987) |
| 1989 | Greatest Hits                                                         |
| 2007 | Five Star Performance                                                 |